# Антеј Сент Андре
Антеј Сент Андре (итал. Antey-Saint-Andrè) је насеље у Италији у округу Долина Аосте, региону Долина Аосте.
Према процени из 2011. у насељу је живело 247 становника. Насеље се налази на надморској висини од 1038 м.

## Становништво
Према резултатима пописа становништва 2011. у општини је живело 626 становника.
| 1931. | 1936. | 1951. | 1961. | 1971. | 1981. | 1991. | 2001. | 2011. |
| ----- | ----- | ----- | ----- | ----- | ----- | ----- | ----- | ----- |
| 866   | 639   | 610   | 578   | 590   | 504   | 510   | 585   | 626   |

## Партнерски градови
- Sant'Andrea Apostolo dello Ionio, Mornac-sur-Seudre, Les Mathes